# Vinasat-1
Vinasat-1はベトナムの人工衛星。ベトナム最初の衛星であり、2008年4月18日のグリニッジ標準時22時17分にフランス領ギアナのギアナ宇宙センターからアリアン5ECAで打ち上げられた。衛星の発注と運用はベトナム郵電公社(VNPT)が行い、衛星の製造はロッキード・マーティン、打ち上げはアリアンスペース社が執り行った。ベトナムの計画するVINASAT計画のうちの1台で、この計画はベトナム国内の奥地における通信・放送インフラストラクチャーを改善するとともに、衛星通信分野での独立性、国家安全保障の強化、新しい経済チャンスの開拓などを目的にしている。
ベトナムは衛星通信によるいくらかの利益を望んでおり、そのひとつとして他国の衛星のトランスポンダのリースに支払われている年間数100万ドルの手数料の節約が期待されている。
もともとは2005年に計画されていたが、ITUの無線通信規則の下での周波数調整の手順に手間取り、打ち上げは2008年4月18日に延びた。
衛星バスはロッキード・マーティンA2100衛星で、12台のKuバンドトランスポンダと8台のCバンドトランスポンダが積まれている。

## 参考
1. ↑  Martyn William.Vietnam Launches Its First Satellite. IDG News Service